# Połąga (rejon miejski)
Rejon miejski Połąga (lit. Palangos miesto savivaldybė) - rejon miejski w zachodniej Litwie.